# Château de Charonne
Château de Charonne byl zámek na území bývalé obce Charonne v dnešním 20. pařížském obvodu.

## Poloha
Zámek se nacházel jižně od kostela Saint-Germain de Charonne naproti Rue Florian. Jeho park se rozkládal mezi dnešní Rue de Bagnolet na jihovýchodu, Rue de la Réunion na západě (jeden pavilon se nacházel na rohu těchto dvou ulic), Rue des Prairies na severovýchodě, kde vedla alej v prostoru dnešní Chemin du Parc-de-Charonne, a zahrnující jihovýchodní konec hřbitova Père-Lachaise a část současné Rue des Pyrénées.

## Historie
Zámek nechal vystavět nebo přestavět na konci 16. století Martin de Braguelongne, předseda pařížského parlamentu. V roce 1622 ho koupil státní rada Honoré Barentin. Jeho synovec Charles Barentin, správce královského paláce a účetní komory, ho prodal roku 1643 náboženské kongregaci Notre-Dame. Zámek byl zbořen na počátku 19. století.

## Architektura
Ačkoliv se nedochovalo žádné vyobrazení zámku, jeho popis obsahují notářské záznamy. Skládal se z několika budov a pavilonů okolo nádvoří. Corps de logis byl kolmý k Rue de Bagnolet. Součástí pavilonu byla velká galerie vyzdobená devíti obrazy představujícími život Herkula. Terasa s vedla do parku.